# NGC 3404
NGC 3404 је спирална галаксија у сазвежђу Хидра која се налази на NGC листи објеката дубоког неба.
Деклинација објекта је - 12° 6' 29" а ректасцензија 10h 50m 17,8s. Привидна величина (магнитуда) објекта NGC 3404 износи 13,2 а фотографска магнитуда 14,0. NGC 3404 је још познат и под ознакама IC 2609, MCG -2-28-11, IRAS 10477-1150, PGC 32466.